# ألتراس أهلاوي

شعار ألتراس أهلاوي

ألتراس أهلاوي (UA07) هي مجموعة من مُشجعي النادي الأهلي المصري، تأسست عام 2007 في شهر أبريل على يد مجموعة من مُشجعي النادي. بدأت الفكرة في مكان ما في القاهرة حيث كان يجلس بعض الأصدقاء يشاهدون كليبات وصور للاتراس العالمي ويحلمون أن يأتي اليوم الذي يصبح في مصر مثل ما يحدث في العالم، فقرروا أن تكون البداية وكانت بدايتهم في شهر أبريل 2007.
ظهر الألتراس لأول مرة في مباراة بين النادي الأهلي المصري ونادي إنبي، وعلقوا شعارهم الأول في هذه المباراة، لكن الأمن اعترض على تعليق الالتراس للشعار لكن استطاعوا في النهاية تعليقه.

## هتافات الأولتراس
تطلق مجموعات الأولتراس حول العالم ألبومات على هيئة أقراص مدمجة (CD) تتضمن الأغاني الهاتفة بها في المدرجات من أجل نشرها بين الجماهير العادية وزيادة التعلق بالنادي، ولذلك أطلق الالتراس البومهم الأول سنة 2011 بعنوان «أعظم نادي في الكون»، وقد أصدر الالتراس بعض الأغاني يُعزّون فيها ضحايا الالتراس في أحداث (استاد بورسعيد)، كما غَنى المغنى الشاب حمزة نمرة أغنية لذات الضحايا باسم «اوعدوني».
وتُعتبر الأغاني التي ينشرونها مصدر لعرض وجهة نظرهم السياسية مثل أغاني عن الحرية واُخرى تعرض كفاحهم ضِد الشًرطة المصرية مثل: أغنية الغراب وحرية وحكايتنا وجنة الخالدين والمجد للشهداء.
ثم اصدرت المجموعة قرص CD بعنوان WE WILL NEVER STOP SINGING (لن نتوقف عن الغناء) في صيف عام 2013 ويتضمن الألبوم 20 أغنية.

## الأعضاء والشعارات
يتضمن التراس أهلاوي أعضاء من خريجي الكليات والعمال والشباب من كل فئات المجتمع المصري. شعارهم "Together Forever", وتم إضافة الرقم 74 إلى الشعار تخليدا لذكرى استشهاد عدد 74 فرد من الرابطة في مباراة الاهلي والمصري البورسعيدي فيما عرف باسم احداث ستاد بورسعيد للأبد، في إشارة إلى الرابطة القوية بين الأعضاء. شعارات أخرى موجودة مثل"We Are Egypt"و «اعظم نادى في الكون»، وغيرها. كما استخدم التراس اهلاوي شعار Alone against all أي انه وحده ضد كل من يهاجمه النظام والشرطة ومجموعات الالتراس الأخرى.

## تاريخ المجموعة
للمجموعة تاريخ كبير من الصدام مع الأمن المصري، حيث حدثت العديد من الواقعات بين الأمن والمجموعة، ويُعد اهمال الأمن في يوم 1 فبراير 2012 في مُباراة الاهلى مع نادي المصري البورسعيدي انتقامًا حادًا من المجموعة، فقد شاركت المجموعة في ثورة 25 يناير وكان لها دور كبير فيها وشاركت في كسر هيبة وزارة الداخلية وكسر حاجز الخوف بينهم وبين الأمن.
يُعرف ان جماهير الأولتراس دائمًا ما تكون موجودة في الدرجة الثالثة من الناحية اليسارية من الاستاد (التالتة شِمال).
المجموعة الالتراس ليس مسايس وليس له اتباع اى أحزاب سياسية وبه افراد ولكن بصفة شخصية وقد يمكن الالتراس اهلاوى دخل في سياسة عندما قال«يســـــقط يســـــقط حـــكـــم الــــعسكـــر» في
مباراة لهم في المقاولون العرب 28/1 قبل مباراة المصري البورسعيدى وحصل هناك الاغتيال والغدر من مؤامرة قام بها المجلس العسكرى في بورسعيد.

## أحداث بورسعيد
بَعد انتهاء حُقبة مبارك بعد ثورة 25 يناير، بدأت حُقبة المجلس العسكرى وواصل أعضاء الالتراس النزول في المظاهرات ولكنها لم تكن باسم الالتراس، وسقط عضو الالتراس محمد مُصطفى كاريكا شهيدًا، مما أثار غضب أعضاء المجموعة وهتفوا ضد المجلس العسكري، القاتل الحقيقى لكاريكا في إحدى مباريات الاهلى ضد فريق المقاولون العرب، من تلك الهتافات «اكتب على حيطة الزنزانة.. قتل الثوار عار وخيانة»«آه يا شرطة عسكرية.. انتو كلاب زى الداخلية»«يسقط يسقط حُكم العسكر».

صورة لستاد بورسعيد بعد الحادث مباشرة

و في المبارة التالية الأول من فبراير 2012 وهي مباراة الاهلى ضد المصري البورسعيدي، شهدت المباراة أجواء عدائية منذ البداية بين جمهوري الفريقين وسط تساهل أمني واضح في التصدي لمحاولات جمهور الفريقين في النزول لأرض الملعب أثناء المباراة وهو الأمر الذي تكرر حدوثه أكثر من مرة على مدار المباراة من أفراد ينتمون لجمهور الفريقين دون أي تحرك أمني يذكر لمنع ذلك، كما رفع جمهور الأهلي لافته «بلد البالة ماجبتش رجاله» بعد قلب المصري البورسعيدي لتأخره في المباراة إلى تقدم على الأهلي وهو ما أثار جمهور المصري البورسعيدي، وقعت المجزرة بعد المباراة حيث نزلت جماهير ومشجعى المصري البورسعيدي بكثافة إلى أرض الملعب امام ناظرى جنود الأمن الذين لم يحركوا ساكناً، واشتبك عدد كبير منهم مع مشجعى النادى الاهلى والالتراس، سقط نتيجة هذه الاشتباكات 72 شهيداً كلهم من أعضاء التراس اهلاوى والتراس ديفلز المرتبطين بالسابق.
و من ذلك الحين قرر الالتراس زيادة دوره السياسي والمطالبة باسقاط حُكم المجلس العسكرى ومُحاكمته، وطالب بالقصاص من فاعلى هذه المجزرة الدامية وإذا لم يأت لهم القصاص من القضاء سوف يأخذونه بأيديهم.
وتم الحُكم على 21 شخص من منفذى المذبحة بتحويل اوراقهم لمفتي الجمهورية يوم 26 يناير 2013، وحُكم عليهم فيما بعد بالإعدام شنقًا يوم 9 مارس 2013، كما حكم بالمؤبد و15 سنة و10 سنين وسنة لبعض المتهمين والبراءة لآخرين ( و في الاخر محدش اتعدم ولا اتسجن ) .

## وصلات خارجية
- فيديو إنتاج الالتراس - صُنع في بورسعيد